# Équipe des Samoa américaines de rugby à sept
L'équipe des Samoa américaines de rugby à sept est l'équipe qui représente les Samoa américaines dans les principales compétitions internationales de rugby à sept au sein des World Rugby Sevens Series, des Jeux du Pacifique et des Oceania Sevens.

## Histoire
Les Samoa américaines sont invitées en tant que seizième équipe au Tournoi d'Australie de rugby à sept 2014, première étape de la saison 2014-2015 des World Rugby Sevens Series.